# Osanna de Mantoue
Pour les articles homonymes, voir Hosanna (homonymie).
Osanna de Mantoue (Carbonara di Po, 17 janvier 1449 - Mantoue, 18 juin 1505) est une mystique italienne stigmatisée membre du Tiers-Ordre dominicain et reconnue bienheureuse par l'Église catholique.

## Biographie
Osanna était la fille d'un couple de nobles italiens, Nicolo et Agnes Andreasi. Enfant précoce, à l'âge de cinq ans, elle eut plusieurs visions des anges, du paradis et de la Trinité,.
Plus tard, se sentant attirée par la vie religieuse, elle rejeta le mariage arrangé par ses parents. Ne pouvant pas clairement expliquer à son père son attrait pour la vie qu'elle souhaitait mener, elle reçut secrètement l'habit des tertiaires dominicaines, racontant à sa famille qu'elle avait un vœu et qu'elle devait porter cet habit jusqu'à ce qu'il soit accompli.
Elle attendit 37 années pour parachever ses vœux, et s'occupa ainsi de ses frères et sœurs jusqu'au décès de ses parents.
Sans cesse, elle prit soin des pauvres et des malades, tenant le rôle de directeur spirituel pour beaucoup de gens qui faisaient appel à elle. Elle n'hésitait pas non plus à puiser dans la fortune familiale pour venir en aide aux nécessiteux.
Osanna n'hésitait pas à stigmatiser l'aristocratie de son temps, et de lui reprocher son manque de moralité et de pratique religieuse. Elle fut l'amie de Colombe de Rieti, autre mystique, tertiaire dominicaine elle aussi, et de Stéphanie de Quinzani, bienheureuse de Brescia.
Osanna était intendante du duc de Mantoue, qui ne découvrit sa sainteté qu'à la mort de cette femme qu'il voyait tous les jours,,.

## Stigmates et mysticisme

Reproduction d'une peinture du XVIe siècle par Luigi Costa d'Osanna de Mantoue

Une légende raconte qu'Osanna avait miraculeusement appris à lire. Les premiers mots qu'elle découvrit furent Jésus et Marie, mots qu'elle sut immédiatement déchiffrer sans les avoir jamais appris.
Âgée de trente ans, elle reçut les stigmates, sur son front, son flanc et ses pieds. Elle revécut les souffrances de la Passion toute sa vie. Osanna tombait en extase dès qu'elle parlait de Dieu, elle avait de fréquentes visions de Jésus portant sa croix. Vers la fin de sa vie, elle ne s'alimentait presque plus.
Elle raconta toutes ces expériences spirituelles au père Jérôme de Mont Olivet, qui écrivit sa biographie en 1507, peu de temps après sa mort. Elle le considérait comme son fils spirituel et son confident.
Mais déjà, en 1505, sa vie avait été écrite par le maître dominicain Sylvestre de Ferrare.

## Vénération et béatification
- Le culte rendu à Osanna est entériné par le Pape Léon X et elle est béatifiée par le Pape Innocent XII le 24 novembre 1694. Sa fête est fixée au 18 juin[2].

## Sources
- (en) Cet article est partiellement ou en totalité issu de l’article de Wikipédia en anglais intitulé « Osanna of Mantua » (voir la liste des auteurs).